# Węgierska Formuła Renault
Węgierska Formuła Renault – cykl wyścigów samochodowych według przepisów Formuły Renault, organizowane w ramach wyścigowych mistrzostw Węgier. Mistrzostwa serii są organizowane od 2008 roku.
Wyścigi Węgierskiej Formuły Renault są organizowane wspólnie z innymi seriami, jak Węgierska Formuła 2000 czy Österreichische Rennwagen Meisterschaft.

## Mistrzowie
| Sezon | Mistrz                    | Zespół                    | Źródło                    |
| ----- | ------------------------- | ------------------------- | ------------------------- |
| 2008  | Balázs Pődör              | Patkó Autó- Motorsport    | [ 1 ]                     |
| 2009  | Norbert Kiss              | Procar Motorsport         | [ 3 ]                     |
| 2010  | mistrzostw nie rozgrywano | mistrzostw nie rozgrywano | mistrzostw nie rozgrywano |
| 2011  | mistrzostw nie rozgrywano | mistrzostw nie rozgrywano | mistrzostw nie rozgrywano |
| 2012  | mistrzostw nie rozgrywano | mistrzostw nie rozgrywano | mistrzostw nie rozgrywano |
| 2013  | Márk Királykúti           | Formula Car Team          | [ 4 ]                     |
| 2014  | Tamás Rónai               | Formula Car Team          | [ 5 ]                     |
| 2015  | Tamás Rónai               | Formula Car Team          | [ 6 ]                     |
| 2016  | Balázs Volentér           | Nívó Motorsport           | [ 7 ]                     |
| 2017  | Balázs Volentér           | Nívó Motorsport           | [ 8 ]                     |
| 2018  | Róbert Hefler             | F-Racing 2000             | [ 9 ]                     |
| 2019  | Nikolas Szabó             | F-Racing 2000             | [ 10 ]                    |
| 2020  | Olivér Michl              | Gender Racing Team        | [ 11 ]                    |
| 2021  | mistrzostw nie rozgrywano | mistrzostw nie rozgrywano | mistrzostw nie rozgrywano |
| 2022  | Ádám Kovács               | HF Racing Team            | [ 12 ]                    |